# 戈爾日縣
戈爾日縣是羅馬尼亞西南部的一個縣。面積5,602平方公里，2011年時人口為334,238，人口密度为每平方公里59.66人。首府特爾古日烏。
下設2市、7镇、61鄉。